# St. Edward’s University
St. Edward’s University ist eine Non-Profit-Organisation und eine katholische Privatuniversität der Liberal Arts aus der Tradition der Kongregation vom Heiligen Kreuz mit ungefähr 5.000 Studenten. Sie ist in Austin, Texas, ansässig und unterhält ein Netzwerk von Partneruniversitäten in der ganzen Welt.

## Geschichte
Die St. Edward’s University wurde von Reverend Edward Sorin CSC, dem damaligen Superior General der Kongregation vom Heiligen Kreuz gegründet, der auch die University of Notre Dame in South Bend, Indiana begründete. Father Sorin begann 1877 den Aufbau des Instituts auf Farmland südlich von Austin und benannte es St. Edward’s Academy zu Ehren seines Schutzpatrons, Edward dem Bekenner.
1885 verbesserte der damalige Präsident, Rev. P.J. Franciscus, den Ruf der Akademie, indem er eine Charter (Verfassung) aufstellte und den Namen in St. Edward’s College abänderte, sowie Hochschullehrer heranzog und die mehr Schüler aufnahm. In der Folge begann St. Edward’s zu wachsen und die erste Schulzeitung, und Baseball- und Football-Teams wurden ins Leben gerufen. Bald folgte die Erlaubnis, ein Verwaltungsgebäude zu errichten. Der Architekt Nicholas J. Clayton aus Galveston wurde beauftragt das Hauptgebäude (Main Building) des Colleges zu bauen. Das Gebäude erhielt vier Stockwerke und wurde im Gothic-Revival-Stil ausgeführt. Es wurde aus dem lokal vorkommenden Kalkstein (white limestone) gebaut.

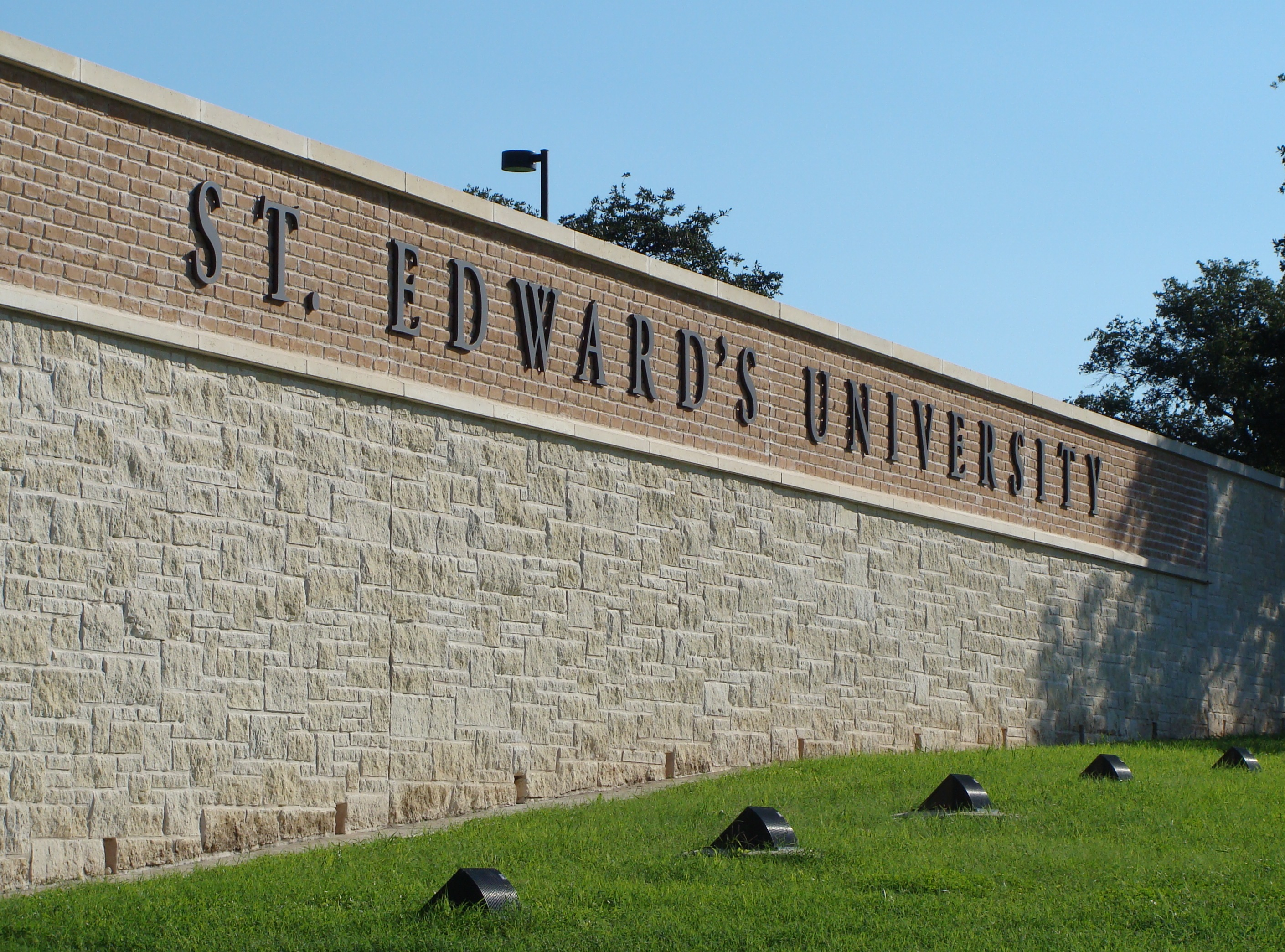
Haupteingang

1903 zerstörte ein Feuer einen Großteil des Hauptgebäudes, aber bis zum Herbst desselben Jahres wurde es wieder aufgebaut. 1922 erlitt das Hauptgebäude erneut Schäden durch einen Tornado. 1973 wurde das Main Building ins National Register of Historic Places aufgenommen. 1925 erhielt St. Edward’s seine Universitäts-Charter. Der größte Teil des Personals gehörte bis zu dieser Zeit der Kongregation vom Heiligen Kreuz an, sowohl Priester als auch Laienbrüder. Erst seit 1966 werden auch Frauen aufgenommen, die bis dahin im Maryhill College, einer beigeordneten Schule unterrichtet wurden. 1970 wurde Maryhill in St. Edward’s integriert und die Universität wurde letztlich co-educational.
1971 führte die Universität Bachelor- und Master-Abschlüsse für Business Administration ein. Außerdem wurde das College Assistance Migrant Program (CAMP, 1972) eingeführt, sowie ein professionelles Theater Arts-Curriculum. Weitere Angebote waren ein innovativer Studiengang New College (1974) und Freshman Studies (1975). 1984 wurde Patricia Hayes die zweite Laie die St. Edward’s University leitete. 1990 erreichten die Studentenzahlen erstmals die 3.000er-Marke.
1999 wurde George E. Martin der 23. Präsident der St. Edward’s University. Die Mittel erreichten 2015 einen Stand von $92.400.000.

### Planung und Wachstum
1999, 2010 und 2015 wurden jeweils neue Strategische Pläne veröffentlicht und Bemühungen angestellt um vor allem vier Schwerpunkte zu stärken: „academic challenge, global preparedness, resource development and Holy Cross, Catholic heritage“ – akademische Herausforderungen, globales Vorbereitetsein Ressourcen-Entwicklung und katholisches Erbe. Seither hat die Universität mehrere hundert mio. Dollar an Spenden für die verschiedenen Projekte eingeworben.

### Neubauten 2010 und 2015
Trustee Hall, ein 33.000 sqft (3100 m²) großer Hörsaal war das erste Gebäude, die nach diesem Plan fertiggestellt wurde. Sie wurde 2002 eröffnet. Es folgten Basil Moreau Residence Hall (2003) und Jacques Dujarié Hall (2005).
Das John Brooks Williams Natural Sciences Center–North wurde 2006 eröffnet und war das erste von zwei Gebäudekomplexen für die School of Natural Sciences. Das John Brooks Williams Natural Sciences Center–South folgte 2013.
2007 wurde ein Parkhaus mit 756 Stellplätzen eröffnet und im Laufe der Zeit wurden Renovierungsarbeiten an Premont Hall (2006), Fleck Hall (2007) und Doyle Hall (2009) ausgeführt. Das neue Residential Village wurde im Januar 2009 eröffnet. Die Scarborough-Phillips Library wurde runderneuert und 2013 als The Munday Library neu eröffnet. Die Renovierung wurde 2011 durch Spenden in Höhe von $13 Mio. von Bill und Pat Munday ermöglicht. Die Mundays spendeten 2013 nochmals $20 Mio. für Stipendien, womit sie den Spendenrekord stellten.
Pläne zur Renovierung der Our Lady Queen of Peace Chapel wurden von Pollen Architecture and Design bereitgestellt. In dem erneuerten Komplex (2014) gibt es auch Räume für Campus Ministry  und einen All-faiths Meditation Garden.

## Studenten
Circa 5.000 Studenten besuchen St. Edward’s, dabei sind Menschen aus 44 Staaten und 51 Ländern. Mehr als 1.300 Studenten leben auf dem Campus in sieben Residence Halls und zwei Apartment Communities. Es gibt mehr als 125 Campus Organizations und es werden 28 Sprachen repräsentiert und 40 Glaubens-Traditionen.

### Hilltop Views
Hilltop Views ist die Studentenzeitung, die seit 1987 von der School of Humanities herausgegeben wird. Die Druckausgabe ist mittwochs erhältlich, es gibt aber auch eine Online-Ausgabe.

### Topper Radio
Im Herbstsemester 2012 gründeten zwei Erstsemester die St. Edward’s University's Radio Station Topper Radio, welche ausschließlich Internetradio sendet. Die erste Übertragung wurde im September 2014 bei Live365, dem größten Internetradio-Anbieter der Welt veröffentlicht.

## Studium
St. Edward’s bietet 10 Master-Programme und Bachelor-Programme in mehr als 50 Fächern an in den Fakultäten Behavioral and Social Sciences, Education, Humanities, Natural Sciences und The Bill Munday School of Business. Bereits 1974 waren Studiengänge für Ältere eingeführt worden mit dem New College Program.
St. Edward’s bietet auch ein Theater-Studium in Zusammenarbeit mit der Actors’ Equity Association. 2005 führte Ed Begley junior sein Schauspiel César & Ruben als Texas-Premiere an der St. Edward’s University auf. Und der Broadway-Veteran Robert Westenberg führte The Secret Garden 2013 im Mary Moody Northen Theatre der Universität auf.

### Campus in Frankreich
Seit 2008 hat St. Edward’s einen Portal Campus in Angers, Frankreich um Studienmöglichkeiten für europäische und amerikanische Studenten zu bieten. Mitarbeiter der Universität reisen regelmäßig nach Angers, um dort zu unterrichten.
Das Programm in Angers wird in Partnerschaft mit der Université Catholique de l’Ouest gestaltet.

### Sport

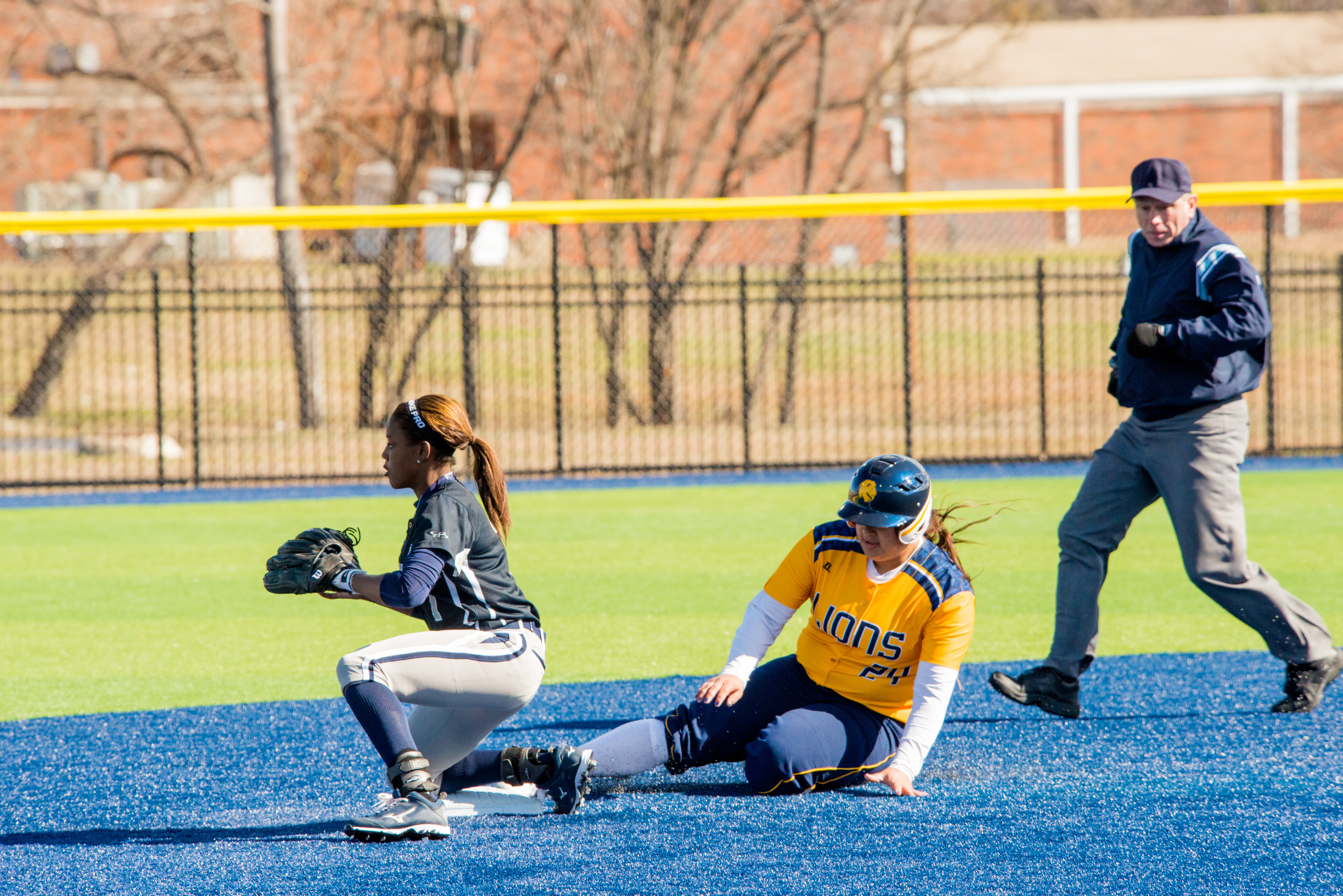
Das Hilltoppers Softball Team beim Spiel gegen die Texas A&M–Commerce Lions, 2015.

Die „Hilltoppers“ sind St. Edwards NCAA Division II Varsity Athletic Teams. Es werden Gruppen für die Sportarten Baseball/Softball, Basketball, Golf, Fußball und Tennis angeboten. St. Edward’s ist auch Gründungsmitglied der Heartland Conference.

## Wohnheime
Die Universität verfügt über die folgenden Wohnheime und Wohnmöglichkeiten:
- Jacques Dujarié Hall (2005).
- East Hall (1966, ursprünglich ein Wohnheim nur für Frauen).
- Basil Moreau Hall (2003).
- Teresa Hall (1968, renoviert 1999).
- The Casa und zwei Casitas (upperclassmen, "house-style living")
- Residential Village, mit den drei Residence Halls Hunt, LeMans und Lady Bird Johnson Hall (2009)
- Apartment Communities: Maryhill Apartments (Buildings 1–11) und Hilltopper Heights Apartments (Buildings 12–17).

## Persönlichkeiten

### Absolventen
- Domingo Arechiga (1950) – Präsident des Laredo Community College, 1974–1985[14]
- Dennis Bonnen (1994) Mitglied des Repräsentantenhaus von Texas für Brazoria County seit 1997[15]
- Charles Robert Borchers (1963), District Attorney des 49th Judicial District Court 1973–1980[16]
- George Edward Cire – U.S. District Court judge
- Rozie Curtis – Schauspielerin
- Timothy Ogene – Dichter und Schriftsteller
- Abdul Karim al-Kabariti – Premierminister von Jordanien 1996–97
- Salam Fayyad – Palästinensischer Premierminister 2007 (Übergangsregierung)
- William Kennon Henderson Jr. – Gründer der Radiostation KWKH in Shreveport, Louisiana[17]
- Luci Baines Johnson – Chairman of the Board, LBJ Asset Management Partners, Tochter von U.S. Präsident Lyndon B. Johnson
- Bill Killefer – Major League Baseball-Spieler
- Teri McMinn – Schauspielerin
- Taj McWilliams – Connecticut Sun forward/center
- Roger Metzger – Houston Astros Shortstop und Gewinner des Gold Glove 1973
- Monsignor William Mulvey – Bischof des Bistums Corpus Christi
- Bull Polisky – American football-Spieler
- Jorge Quiroga Ramírez – Präsident von Bolivien
- Silvestre Revueltas – mexikanischer Komponist, (1917 & 1918)
- Charles M. Robinson III – Autor und Illustrator
- Charles Rogers (director) – Film Director und Drehbuchschreiber
- Tim Russ – Schauspieler, Security Chief Tuvok bei Star Trek: Voyager
- Fermín Revueltas Sánchez – Maler
- Mel Stuessy – American football-Spieler
- John Andrew Young – Abgeordneter im Repräsentantenhaus der Vereinigten Staaten für Texas
- Khalid bin Ahmed Al Khalifa – bahrainischer Minister of Foreign Affairs[18]
- Andrew Fox – englischer Fußballspieler (Peterborough United)

### Professoren
- Mark Cherry
- Joe Doerr
- Carrie Fountain
- Hollis Hammonds
- Eamonn Healy
- Joe M. O’Connell

## Galerie

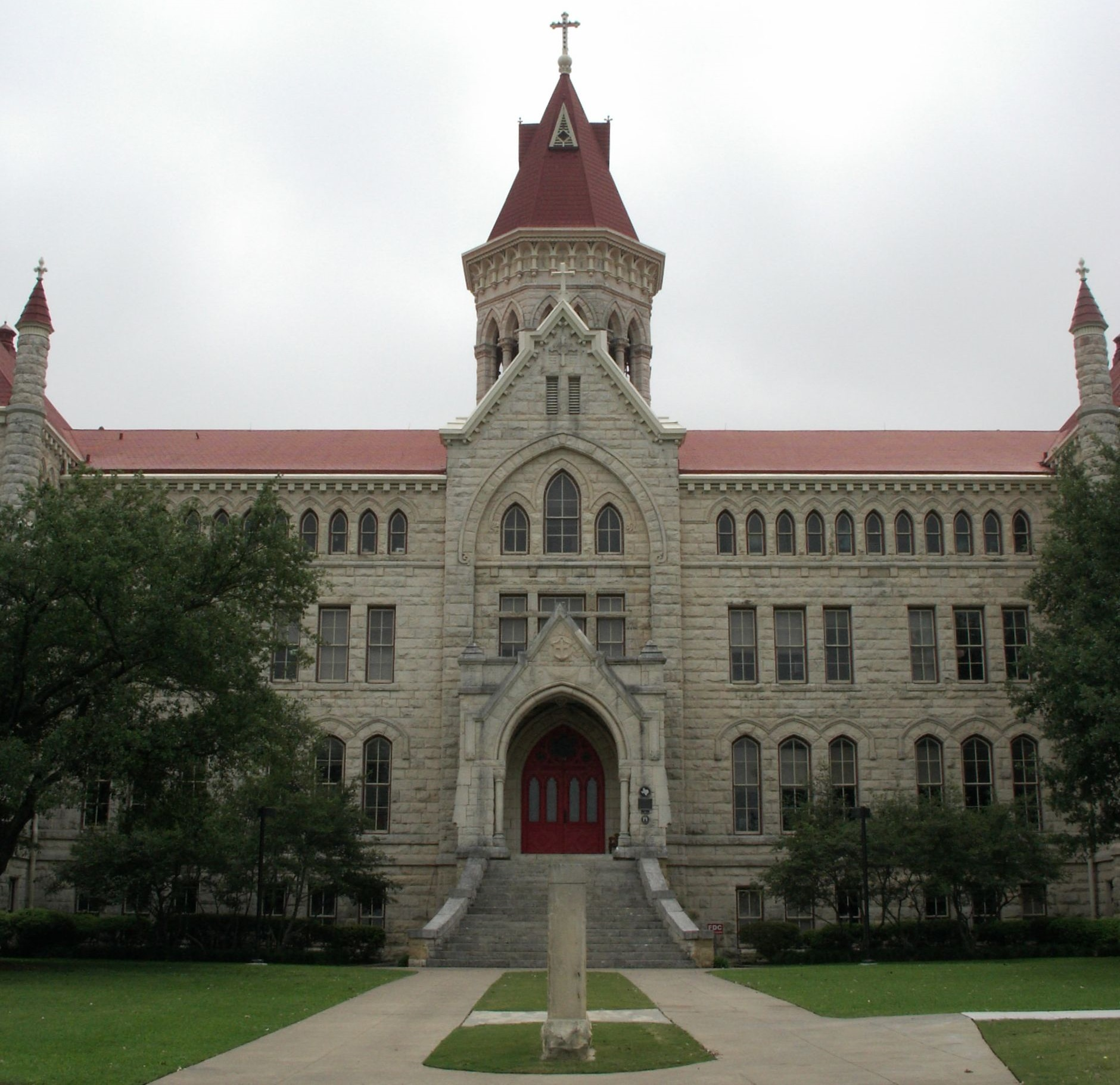
Hauptgebäude
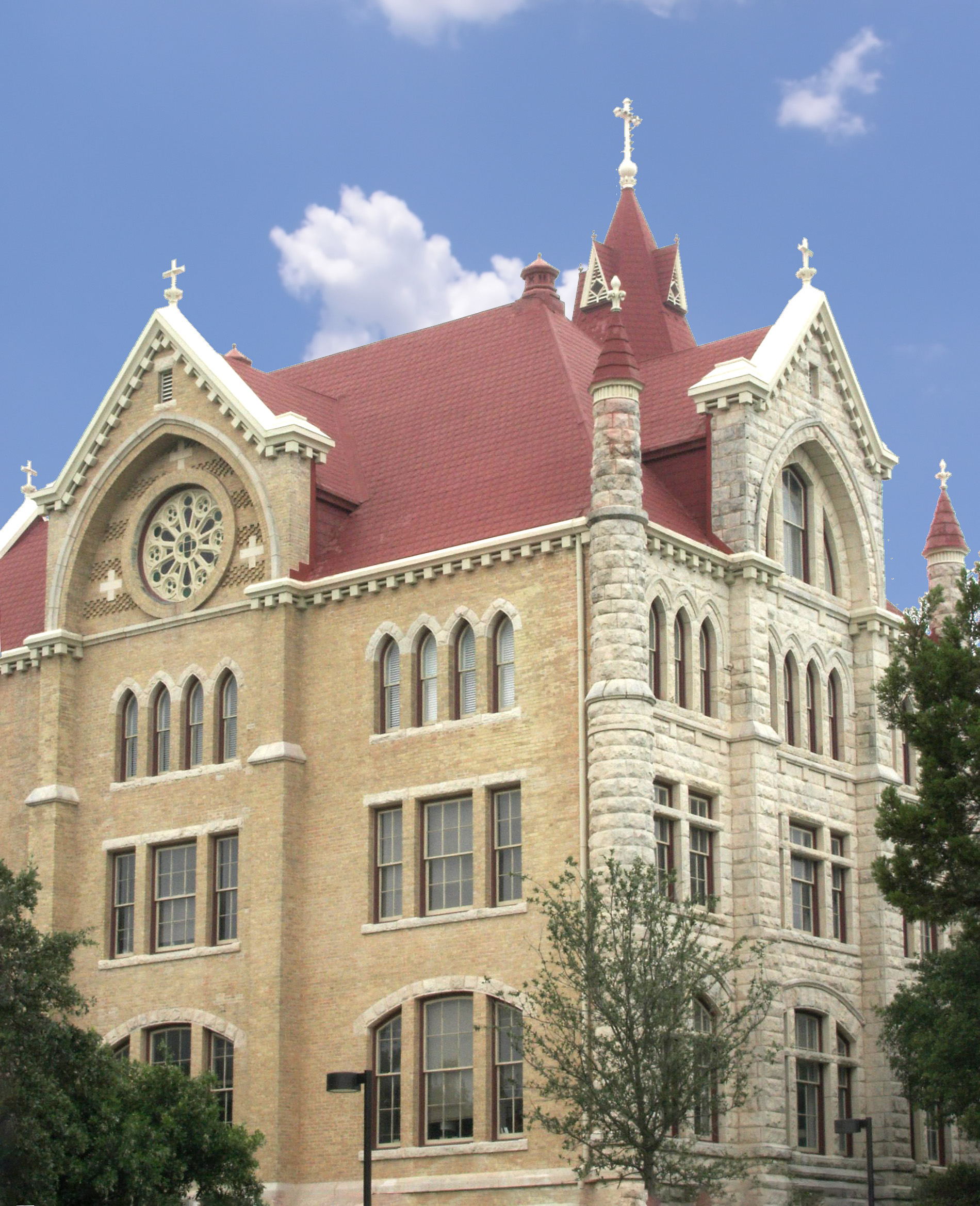
Blick von Südosten
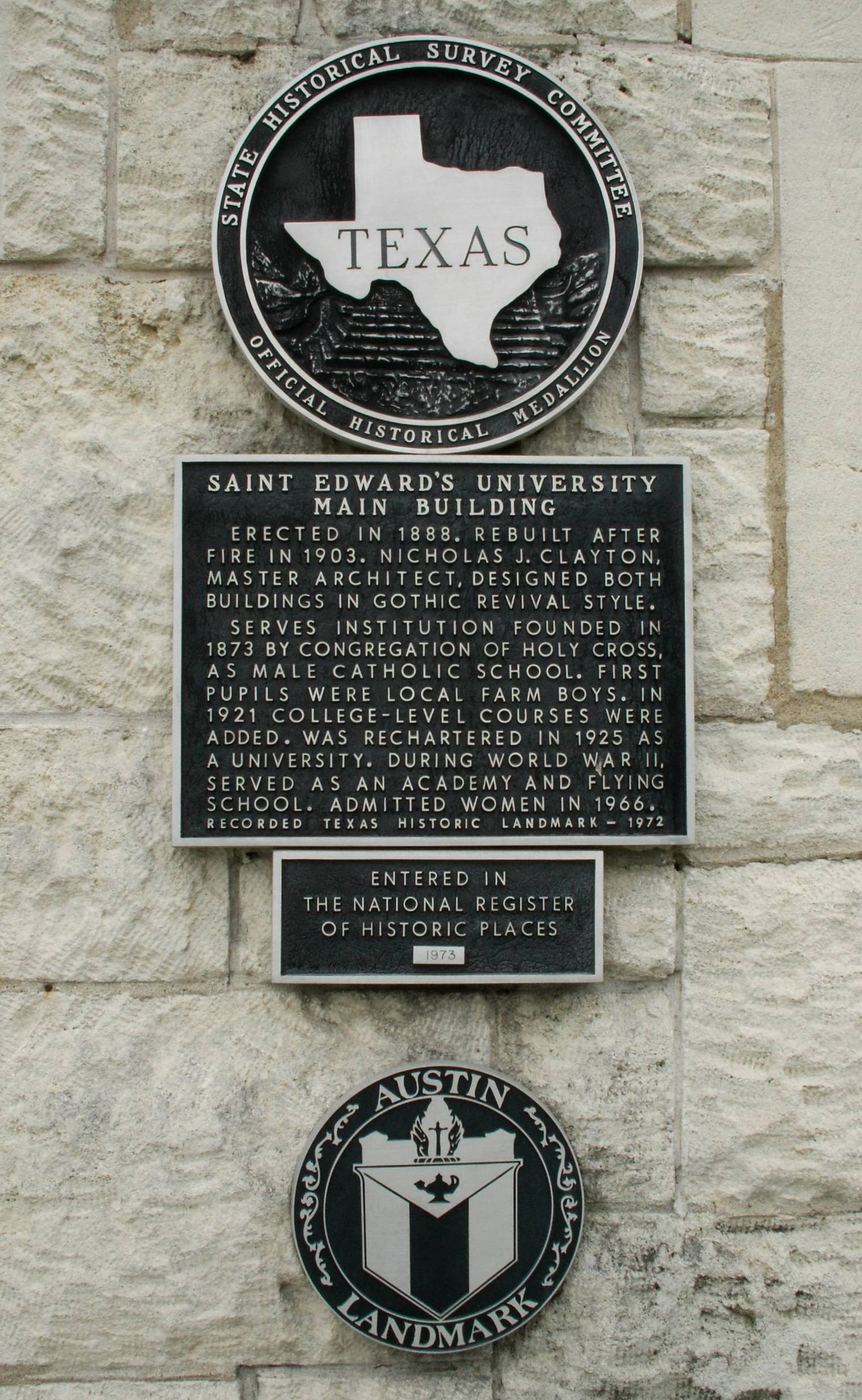
Schild für das historische Gebäude